# Airco DH.3
L’Airco DH.3 est un bombardier biplan triplace dessiné par Geoffrey de Havilland.
Ce biplan de grande envergure se caractérisait par la présence d’un diabolo sous le fuselage avant pour protéger celui-ci en cas de ‘cheval de bois’. Le second prototype reçut des moteurs plus puissants et fut désigné DH.3A, mais cet appareil ne fut pas construit en série.